# Subhashish Roy Chowdhury
Subhashish (auch Subhasish) Roy Chowdhury (* 27. September 1986 in Kalkutta) ist indischer Fußballtorwart, der bei Mahindra United und im indischen Nationalteam spielt.
Er spielte auch für die U-23 Auswahl.